# L'espantaocells (pel·lícula de 1982)
L'espantaocells (títol original: The Scarecrow), coneguda amb el títol de Klynham Summer als Estats Units, és una pel·lícula neozelandesa dirigida per Sam Pillsbury el 1982, el guió de la qual és basat en una novel·la de Ronald Hugh Morrieson escrita l'any 1963. Ha estat doblada al català.

## Argument
L'acció se situa al final dels anys 1940 en la petita ciutat de Klynham, a Nova Zelanda. Dos adolescents, Ned Poindexter i Els Wilson, passen el seu estiu ocupant-se de les gallines del primer i a vendre ous amb la finalitat d'obtenir uns quants diners de butxaca. Una nit, mentre que una jove és assassinada en els voltants, les seves gallines són totes degollades. L'endemà, la petita investigació dels nois els porta a portar les seves sospites sobre la banda rival de Victor Lynch. Aquest mateix dia, un misteriós desconegut, Hubert Salter, s'instal·la en el poble i comença a interessar-se molt per Prudence, la germana de Ned. Aviat, Angela Potroz, l'amiga de Prudence, desapareix en circumstàncies misterioses. Ha trobat més tard en una zona  boscosa, violada i assassinada. A continuació, és Prudence qui desapareix.

## Repartiment
- Jono Smith: Ned Poindexter
- Tracey Mann: Prudence Poindexter
- Daniel McLaren: Els Wilson
- John Carradine: Hubert Salter
- Bruce Allpress: Oncle Athol
- Philip Holder: Ramsbottom
- Stephen Taylor: Herbert Poindexter
- Desmond Kelly: el Sr. Poindexter
- Anne Flannery: la Sra. Poindexter
- Denise O'Connell: Angela Potroz
- Jonathan Hardy: Charlie Dabney
- Sarah Smuts-Kennedy: Daphne Moran
- Yvonne Lawley: la Sra. Fitzherbert
- Greg Naughton: Victor Lynch
- Mark Hadlow: Sam Finn
- Doug Hasting: el Sr. Fitzherbert
- Simon Phillips: el fill Fitzherbert

## Al voltant de la pel·lícula
- La pel·lícula ha assolit el Mystfest de la millor contribució artística en el  festival internacional de Cinema misteriós a Cattolica a Itàlia el 1982.
- El mateix any, va ser nominada pel Mystfest a la millor pel·lícula.
- La pel·lícula ha estat rodada a Thames a la península de Coromandel a l'illa del Nord.
- En la pel·lícula, s'hi parla de l'alcalde de Wellington que es diu William Appleton. Havent estat alcalde de la ciutat de 1944 a 1950, es pot situar en quina època se situa la història de la pel·lícula.